# 나일론코리아미디어
나일론코리아미디어(영어: NYLON KOREA MEDIA)는 대한민국의 패션잡지를 출판하는 회사이다